# Надстройка (судостроение)

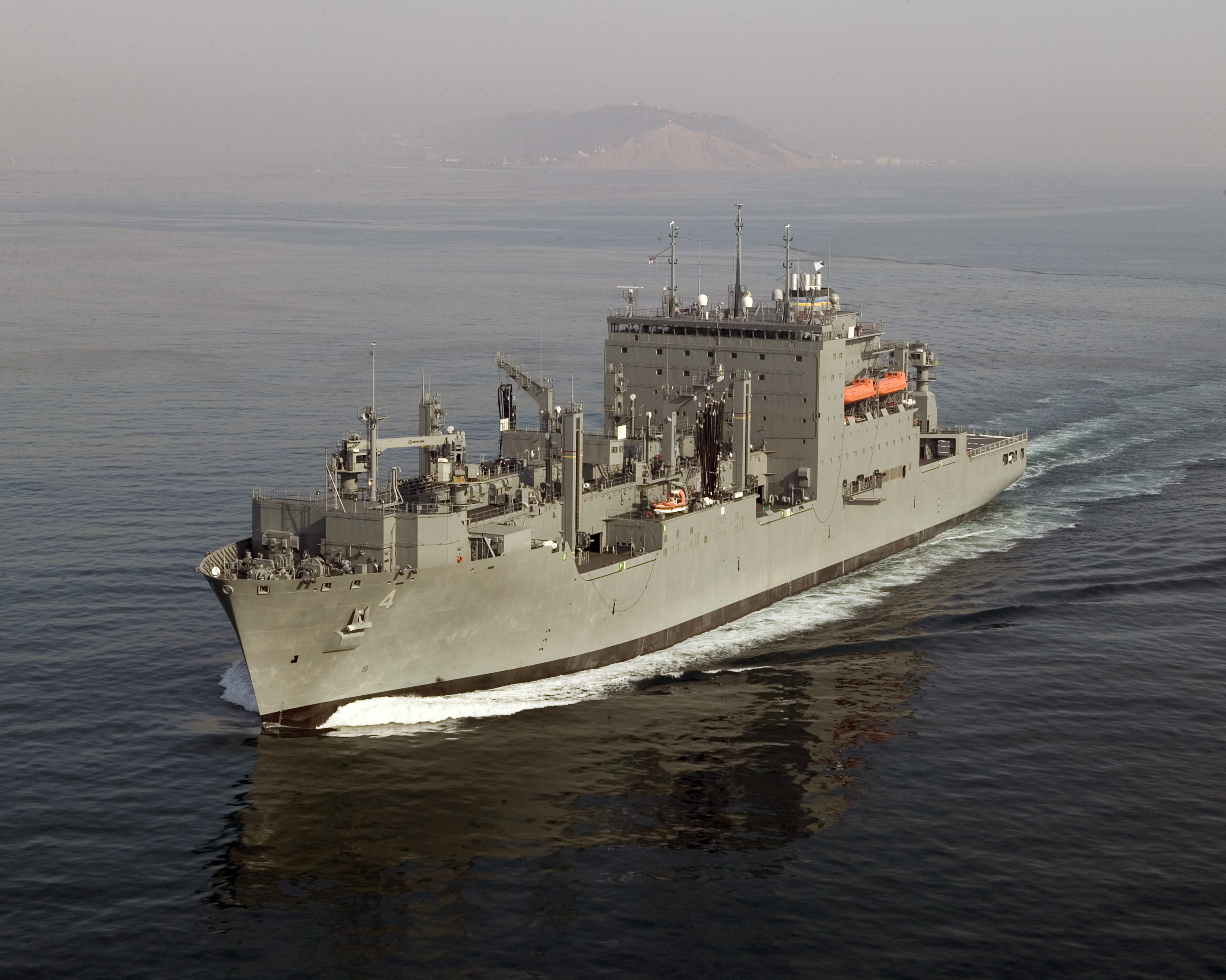
Судно с баковой и средней (промежуточной) жилой многоярусной надстройкой

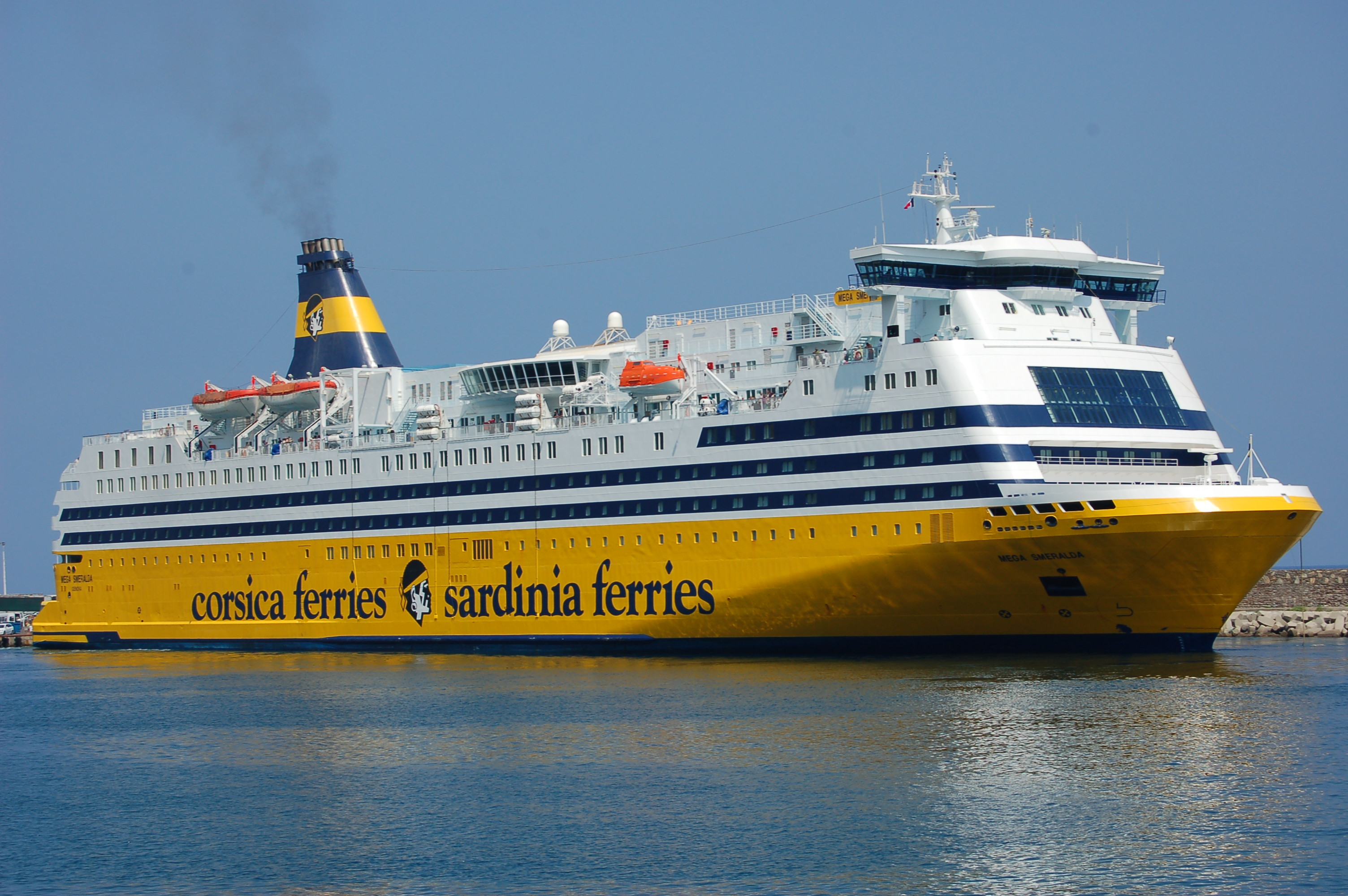
Сплошная многоярусная жилая надстройка, характерная для современных морских паромов и круизных лайнеров

Надстро́йка судова́я — закрытое сооружение на главной палубе судна, расположенное от борта до борта, либо отстоящее от бортов на небольшое расстояние, не превышающее 4% от ширины судна. Если подобная конструкция отстоит от бортов на бо́льшее расстояние, то она называется «рубкой».
Надстройки разделяются на:
- в зависимости от протяженности:
  - сплошные;
  - раздельные;
- в зависимости от высоты:
  - одноярусные;
  - многоярусные;
- по месту расположения:
  - носовая (бак);
  - средняя;
  - промежуточная (смещённая в корму приблизительно на ¾ длины судна);
  - кормовая (ют);
- а также комбинации вышеназванных (средняя надстройка сливается с носовой или кормовой):
  - удлинённый бак (не менее 25% длины судна);
  - удлинённый ют;
- по функциональному назначению:
  - жилая (обычно многоярусная; служит для расположения жилых, бытовых и служебных помещений);
  - нежилая (например, высокий бак, предназначенный для повышения мореходности судна).

Количество, расположение и форма надстроек определяют архитектурно-конструктивный тип судна — одно-, двух- и трёхостровные. Трёхостровные суда имеют бак, ют и среднюю надстройку.
Бак и ют обычно одноярусные, их обводы являются продолжением обводов корпуса. Они в первую очередь предназначены для защиты палубы от заливания волнами, что повышает мореходность судна.
Средняя надстройка может служить для защиты от волн сходов и световых люков машинного отделения на судах со средним расположением машинного отделения.
Судно, не имеющее бака и юта, называют гладкопалубным.
Суда с надстройками, отстоящими друг от друга не более чем на 30 % длины судна, называют колодезными.
Надстройки увеличивают запас плавучести и улучшают мореходные качества судна. Они имеют водонепроницаемые двери, иллюминаторы и люки.